# Apegus rugosus
Apegus rugosus är en stekelart som beskrevs av Jean-Jacques Kieffer 1908. Apegus rugosus ingår i släktet Apegus och familjen Scelionidae. Inga underarter finns listade i Catalogue of Life.